# 7250 Kinoshita
7250 Kinoshita è un asteroide della fascia principale. Scoperto nel 1992, presenta un'orbita caratterizzata da un semiasse maggiore pari a 2,5626913 UA e da un'eccentricità di 0,1738519, inclinata di 14,75110° rispetto all'eclittica.